# Erik Huseklepp
Erik André Huseklepp (Bærum, 5 september 1984) is een profvoetballer uit Noorwegen, die speelt als aanvaller.

## Clubcarrière
Hij begon bij Fyllingen en brak door bij SK Brann. In 2011 speelde Huseklepp kort bij Bari en ging vervolgens naar Portsmouth. Halverwege het seizoen 2011-2012 werd hij door Portsmouth FC uitgeleend aan Birmingham City FC. In 2012 keerde hij terug bij Brann en in 2017 ging hij naar Haugesund dat hem uitleende aan Åsane.

## Interlandcarrière
Onder leiding van bondscoach Åge Hareide maakte Huseklepp zijn debuut voor de nationale ploeg van Noorwegen op 19 november 2008 in de oefenwedstrijd tegen Oekraïne (1-0 nederlaag), net als Trond Olsen (FK Bodø/Glimt) en Morten Skjønsberg (Stabæk IF). Huseklepp viel in dat duel na 89 minuten in voor Morten Gamst Pedersen van Blackburn Rovers. Zijn eerste interlandtreffer maakte hij op 12 augustus 2009 in de met 4-0 gewonnen WK-kwalificatiewedstrijd tegen Schotland. In 2011 was hij de enige speler die in alle negen duels van Noorwegen in actie kwam, van de eerste tot en met de laatste minuut.

## Erelijst
SK Brann
- Noors landskampioen

2007